# Sarbanissa exiguifascia
Sarbanissa exiguifascia là một loài bướm đêm trong họ Noctuidae.